# 科萊特 (服裝品牌)
48°51′55″N 2°19′51″E / 48.86528°N 2.33083°E

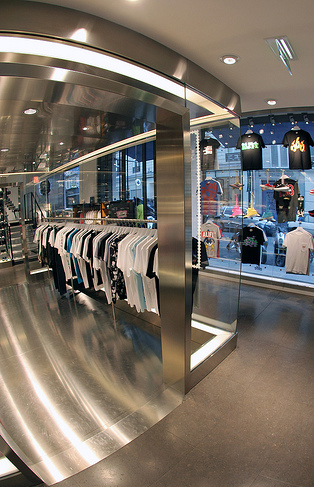
位於巴黎聖奧諾雷街的科萊特概念店內部設計。

科萊特（法語：Colette）是法國一家時尚服飾及配飾零售商，1997年成立，2017年关闭。該店由創辦人Colette Rousseaux和女兒Sarah Andelman所共同經營。位於巴黎聖奧諾雷街213號的概念店，樓高三層，總樓面面積為8,000平方英尺（740平方）。該概念店設有展覽空間、書店及餐廳等。
2017年7月12日，科萊特時尚店突然通過網站內宣布因創辦人Colette Rousseaux準備退休，決定在本年12月20日結束營業，為二十年歷史的時尚精品店將劃上句號。科萊特的標誌圖案是用兩個藍點來設計的。

## 被抄襲
2018年，一間名為"Colette  Forever"的山寨時裝店於上海市中心開業，招牌字體亦與結束營業不久的Colette一樣，而訪問店主時表示他是Sarah與Colette的粉絲，亦已經向Sarah發電郵提及開店的念頭。並表示，Sarah沒有反對，並提議他找一個好的名字。

## 外部連結
- Colette時尚精品店官方網站 （页面存档备份，存于）